# JetAudio
COWON MediaCenter — JetAudio — интегрированный программный комплекс от компании Cowon, который позволяет не только воспроизводить и упорядочивать файлы мультимедиа на компьютере пользователя, но и преобразовывать файлы из одного формата в другой, создавать диски, прослушивать и создавать радиостанции, записывать звук с микрофона или другого звукового устройства, а также многое другое.

## JetAudio

### Версии
- Basic — бесплатная
- Basic VX — бесплатная (распространение прекращено; входила в комплект поставки некоторых производимых компанией проигрывателей)
- Premiere VX [2] — платная (доступна только корейским пользователям)
- Plus VX [3] — платная полнофункциональная

### Возможности и особенности
- Небольшое потребление системных ресурсов
- 20-полосный эквалайзер и встроенные звуковые эффекты:
  - BBE [4] — восстановление чистоты и чёткости звучания
  - BBE ViVA [5] — расширение стереофонического образа с правильным выводом центрального канала
  - X-Bass — усиление низких частот на основе технологии Mach3Bass
  - Wide (Wider Stereo Image) — расширение стереофонического образа
  - Реверберация: холл, комната, стадион, сцена
  - Сдвиг высоты тона
  - Изменение темпа или скорости
  - Модуляторы: фланжер, металлайзер, хорус, фазер
- 32-битовая обработка звука для достижения наилучшего качества
- Наличие встроенного декодера для декодирования в видеофайлах следующих потоков:
  - Видеопотоки: H.264/AVC, H263, Xvid, Dvix 4/5/6, Dvix 3, other MPEG4 (MP4V, MP4S, ...), FFDS, MP41, MP42, MP43, FLV1, VP3, VP5, VP6, VP6F, VP8, MPEG1, MPEG2, SVQ1, SVQ3, VC-1 и TSCC (TechSmith Screen Capture)
  - Аудиопотоки: MP3, MP1/MP2, AC3, Vorbis, AMR, AAC и DTS
- Загрузка необходимых кодеков напрямую из Интернета
- Поддержка Юникода [6]
- Поддержка многоканального звука 5.1
- Плавный переход — наложение одной дорожки на другую
- Создание закладок и последовательности воспроизведения
- Поддержка вывода несинхронизированных и синхронизированных слов песен (для караоке)
- Наличие различных инструментальных средств:
  - Простой редактор тегов ID3
  - Звукозапись с датчиком тишины, эквалайзером и таймером
  - Звукозапись с микшированием
  - Преобразование файлов аудио и видео
  - Преобразование файлов видео в формат AVI
  - Редактор синхронизированных слов песен
  - Обрезка звуковых дорожек с применением эффекта нарастания / затухания звука
  - Запись и копирование звуковых дисков с поддержкой CD-Text
- Поддержка сочетаний клавиш
- Поддержка субтитров
- Возобновление воспроизведения, в том числе звукового CD
- Повтор фрагмента (A—Б)
- Использование Проводника Windows в jetAudio
- Поиск сведений о звуковом CD в базе данных Freedb
- Поиск слов песен в Интернете
- Поддержка перетаскивания файлов и папок
- Прослушивание интернет-радио
- Поддержка переносных устройств:
  - iAudio и COWON
  - Windows Media
  - iPod, iPod Touch и iPhone
  - PSP и совместимые цифровые проигрыватели
  - USB-накопители
  - Android
- Поддержка подключаемых модулей
- Поддержка зрительных образов и смены тем оформления
- Поддержка панельного режима, включая систему автоматического скрытия

#### Специфические возможности
- Воспроизведение двух файлов одновременно: видео-видео или видео-аудио
- Демонстрация обложек альбомов с использованием различных эффектов перехода
- Поддержка пультов дистанционного управления: Streamzap и Microsoft Media Center
- Возможность принудительной блокировки или загрузки фильтров
- Возможность отключения DirectShow для определённых расширений файлов
- Видео:
  - Возможность выбора обработчика видео
  - Шумоподавление
  - Увеличение резкости
  - Регулировка цветности
  - Изменение скорости
- Звук:
  - Автоматическая регулировка усиления (АРУ)
  - Регулировка динамического диапазона (DRC)
  - Динамический ограничитель для регулировки максимального уровня звука в 32-битовом выводе

### JetCast
JetCast — средство для организации музыкального вещания в Интернете. Входит в комплект JetAudio, также доступна отдельно от него.
Поддерживает комментирование воспроизводимых файлов с помощью микрофона, имеет встроенную «комнату» для общения в режиме реального времени и возможность выводить статистику о проигрываемой звуковой дорожке на веб-сайт.
Поддерживается трансляция следующих форматов:
- Windows Sound (WAV)
- MPEG Audio (MP3 и MP2)
- Windows Media Audio (WMA)
- MIDI (MID, RMI and KAR)
- IMS (Module Karaoke)
- Module Format (MOD, S3M, XM and IT)
- Ogg Vorbis Audio (OGG)
- Monkey’s Audio (APE)
- Musepack Audio (MPC)
- Free Lossless Audio Codec (FLAC)

## JetVideo
2 мая 2011 года был выпущен оптимизированный мультимедийный проигрыватель jetVideo с возможностью преобразовывания файлов видео из одного формата в другой. Является упрощённой версией jetAudio и доступен отдельно от него.
В jetVideo отсутствуют следующие возможности:
- Звукозапись
- Звукозапись с микшированием
- Преобразование звуковых файлов
- Поддержка слов песен
- Обрезка звуковых дорожек
- Запись и копирование звуковых дисков
- Поддержка зрительных образов
- Поддержка панельного режима
- Центр управления

## Поддерживаемые форматы
jetAudio и jetVideo поддерживают следующие аудио- и видеоформаты:

### Аудиоформаты
- Windows Sound (WAV и WAVE)
- Sony Wave64 (W64)
- MPEG Audio (MP1, MP2, MP3), в том числе mp3PRO
- MPEG-4 Audio (MP4, M4A), в том числе ALAC (Apple Lossless Audio Codec)
- OptimFrog Lossless/DualStream (OFR, OFS)
- Windows Media Audio (WMA)
- Dolby Digital (AC3)
- DTS Surround Sound (DTS)
- Adaptive Multi Rate (AMR)
- Advanced Audio Coding (AAC)
- Ogg Vorbis Audio (OGG)
- Apple Audio (AIFF и AIF)
- SUN Audio (AU и SND)
- RealAudio (RA и RAM)
- MIDI (MIDI, MID, RMI и KAR)
- IMS (Module Karaoke)
- Module Format (MOD, S3M, XM, MTM, STM, IT, ULT, 669, FAR, MED, MDL, NST, OKT и WOW)
- Monkey’s Audio (APE)
- Musepack Audio (MPC)
- Free Lossless Audio Codec (FLAC)
- Speex (SPX)
- True Audio (TTA)
- Tom's Lossless Audio (TAK)
- WavPack Audio (WV)
- (CDA) - с дисков

### Видеоформаты
- Windows Video Clip (AVI)
- Mobile Video (3GP, 3G2)
- DVD Video (IFO, VOB)
- RealMedia (RV, RM, RMVB)
- Video CD (VCD)
- Super Video CD (SVD)
- MPEG Video (MPE, MPG, MPEG)
- Windows Media Video (ASF, WMV)
- DivX Video (AVI, DIVX)
- Ogg Media (OGM)
- Matroska Video (MKV)
- MPEG-4 Video (MP4, M4V)
- Flash Video (FLV)
- QuickTime (QT, MOV и MP4) [7]

### Списки воспроизведения
- MPEG Audio (PLS, M3U, M3U8)
- Windows Media (ASX, WAX, WVX)
- Cue sheet (CUE) [8]

## JetAudio для Android
22 мая 2012 вышел jetAudio для мобильной операционной системы Android. Поддерживаются версии Android начиная с 2.3.3.

### Возможности
- 10/20-полосный эквалайзер [10] и звуковые эффекты: X-Bass, Wide и Reverb.
- Плавный переход между дорожками
- Автоматическая регулировка усиления
- Повтор фрагмента (A—Б)
- Таймер сна
- Поддержка MP3, WAV, OGG, FLAC и других музыкальных форматов